# Wijken en buurten in Den Helder
De Nederlandse gemeente Den Helder is voor statistische doeleinden onderverdeeld in wijken en buurten. De gemeente is verdeeld in de volgende statistische wijken:
- Wijk 01 Stad binnen de Linie-Oost (CBS-wijkcode:040001)
- Wijk 02 Stad binnen de Linie-West (CBS-wijkcode:040002)
- Wijk 03 Nieuw-Den Helder-West (CBS-wijkcode:040003)
- Wijk 04 Nieuw-Den Helder-oost (CBS-wijkcode:040004)
- Wijk 05 De Schooten (CBS-wijkcode:040005)
- Wijk 06 Het Koegras (CBS-wijkcode:040006)
- Wijk 07 Duinzoom (CBS-wijkcode:040007)
- Wijk 08 Julianadorp (CBS-wijkcode:040008)

Een statistische wijk kan bestaan uit meerdere buurten. Onderstaande tabel geeft de buurtindeling met kentallen volgens het Centraal Bureau voor de Statistiek (2008):
| CBS-buurtcode | Buurtnaam                  | Inwonertal | Opp. totaal (ha) | Opp. land (ha) | Ligging                |
| ------------- | -------------------------- | ---------- | ---------------- | -------------- | ---------------------- |
| BU04000100    | Marinehaven                | 0          | 189              | 189            | Locatie in de gemeente |
| BU04000101    | Oostsloot                  | 1190       | 14               | 14             | Locatie in de gemeente |
| BU04000102    | Centrum                    | 1160       | 19               | 19             | Locatie in de gemeente |
| BU04000103    | Willemsoord                | 340        | 59               | 50             | Locatie in de gemeente |
| BU04000104    | Sluisdijk                  | 1040       | 14               | 14             | Locatie in de gemeente |
| BU04000105    | Visbuurt                   | 2600       | 24               | 24             | Locatie in de gemeente |
| BU04000106    | Grachtengordel             | 670        | 19               | 11             | Locatie in de gemeente |
| BU04000107    | Havenbuurt                 | 70         | 63               | 48             | Locatie in de gemeente |
| BU04000108    | Vogelbuurt                 | 2050       | 36               | 36             | Locatie in de gemeente |
| BU04000109    | Mijnendienst               | 0          | 19               | 18             | Locatie in de gemeente |
| BU04000200    | Oud-Den Helder             | 2470       | 49               | 48             | Locatie in de gemeente |
| BU04000201    | Van Galenbuurt             | 2360       | 21               | 20             | Locatie in de gemeente |
| BU04000202    | Indische buurt-Noord       | 850        | 30               | 28             | Locatie in de gemeente |
| BU04000203    | Indische buurt-Zuid        | 1090       | 17               | 17             | Locatie in de gemeente |
| BU04000204    | Geleerdenbuurt             | 1500       | 30               | 29             | Locatie in de gemeente |
| BU04000205    | Tuindorp-West              | 1770       | 20               | 19             | Locatie in de gemeente |
| BU04000206    | Tuindorp-Oost              | 890        | 9                | 9              | Locatie in de gemeente |
| BU04000207    | Fort Erfprins              | 0          | 55               | 40             | Locatie in de gemeente |
| BU04000208    | Fort Dirksz Admiraal       | 270        | 34               | 27             | Locatie in de gemeente |
| BU04000300    | Huisduinen                 | 520        | 196              | 190            | Locatie in de gemeente |
| BU04000301    | Liniebuurt                 | 100        | 61               | 59             | Locatie in de gemeente |
| BU04000302    | Jeruzalem                  | 1100       | 23               | 23             | Locatie in de gemeente |
| BU04000303    | Duinbuurt                  | 1930       | 45               | 45             | Locatie in de gemeente |
| BU04000304    | Donkere Duinen             | 0          | 86               | 86             | Locatie in de gemeente |
| BU04000400    | Nieuwlandbuurt             | 690        | 39               | 38             | Locatie in de gemeente |
| BU04000401    | Golfstroombuurt            | 690        | 16               | 15             | Locatie in de gemeente |
| BU04000402    | Grote Rivierenbuurt        | 1370       | 28               | 28             | Locatie in de gemeente |
| BU04000403    | Kleine Rivierenbuurt       | 420        | 7                | 7              | Locatie in de gemeente |
| BU04000404    | Deltabuurt                 | 530        | 17               | 17             | Locatie in de gemeente |
| BU04000405    | Falga                      | 620        | 11               | 11             | Locatie in de gemeente |
| BU04000406    | Zuiderzeebuurt             | 720        | 10               | 10             | Locatie in de gemeente |
| BU04000407    | Schepenbuurt               | 1480       | 29               | 28             | Locatie in de gemeente |
| BU04000408    | Nieuw-Den Helder Zuid-Oost | 2260       | 49               | 46             | Locatie in de gemeente |
| BU04000409    | Dirksz Admiraal            | 360        | 173              | 169            | Locatie in de gemeente |
| BU04000500    | Westoever                  | 10         | 71               | 61             | Locatie in de gemeente |
| BU04000501    | Marina                     | 1400       | 32               | 22             | Locatie in de gemeente |
| BU04000502    | Schouten en Schepenenbuurt | 1350       | 30               | 30             | Locatie in de gemeente |
| BU04000503    | Walvisvaarderbuurt         | 970        | 23               | 23             | Locatie in de gemeente |
| BU04000504    | Zeeloodsenbuurt            | 1380       | 60               | 56             | Locatie in de gemeente |
| BU04000505    | Boerderijbuurt             | 1140       | 24               | 24             | Locatie in de gemeente |
| BU04000506    | Schooten-Centrum           | 890        | 29               | 25             | Locatie in de gemeente |
| BU04000507    | Landmetersbuurt            | 1080       | 29               | 29             | Locatie in de gemeente |
| BU04000508    | Waterkeringsbuurt          | 630        | 20               | 20             | Locatie in de gemeente |
| BU04000509    | Guldemond                  | 730        | 42               | 38             | Locatie in de gemeente |
| BU04000600    | Julianadorp-Oost           | 620        | 59               | 58             | Locatie in de gemeente |
| BU04000601    | Oostoever                  | 20         | 147              | 120            | Locatie in de gemeente |
| BU04000602    | Friese Buurt               | 130        | 134              | 130            | Locatie in de gemeente |
| BU04000603    | Kooypunt                   | 50         | 136              | 129            | Locatie in de gemeente |
| BU04000604    | Koegras-Noord              | 110        | 360              | 356            | Locatie in de gemeente |
| BU04000605    | Blauwe Keet                | 50         | 314              | 311            | Locatie in de gemeente |
| BU04000606    | Koegras-Zuid               | 30         | 181              | 177            | Locatie in de gemeente |
| BU04000607    | De Kooy                    | 0          | 91               | 87             | Locatie in de gemeente |
| BU04000700    | Mariëndal                  | 50         | 326              | 324            | Locatie in de gemeente |
| BU04000701    | De Zandloper               | 180        | 266              | 265            | Locatie in de gemeente |
| BU04000702    | Ooghduyne                  | 260        | 277              | 272            | Locatie in de gemeente |
| BU04000800    | Julianadorp-West           | 590        | 229              | 226            | Locatie in de gemeente |
| BU04000801    | Middelzand                 | 1960       | 29               | 27             | Locatie in de gemeente |
| BU04000802    | Vogelzand                  | 1130       | 36               | 35             | Locatie in de gemeente |
| BU04000803    | Doorzwin                   | 2200       | 40               | 37             | Locatie in de gemeente |
| BU04000804    | Kruiszwin                  | 2860       | 36               | 35             | Locatie in de gemeente |
| BU04000805    | Wierbalg                   | 1570       | 28               | 26             | Locatie in de gemeente |
| BU04000806    | Malzwin                    | 1020       | 25               | 24             | Locatie in de gemeente |
| BU04000807    | Boterzwin                  | 1240       | 30               | 30             | Locatie in de gemeente |
| BU04000808    | Zwanenbalg                 | 570        | 25               | 23             | Locatie in de gemeente |
| BU04000809    | Noorderhaven               | 500        | 85               | 82             | Locatie in de gemeente |